# Xã Carpenter, Quận Jasper, Indiana
Xã Carpenter (tiếng Anh: Carpenter Township) là một xã thuộc quận Jasper, tiểu bang Indiana, Hoa Kỳ. Năm 2010, dân số của xã này là 1.953 người.